# 近藤孝男
近藤 孝男（こんどう たかお、1948年9月10日 - 2023年11月16日）は、日本の生物学者（時間生物学）。理学博士（名古屋大学・1979年）。名古屋大学名誉教授。文化功労者。名古屋大学大学院理学研究科教授、名古屋大学大学院理学研究科研究科長などを歴任。

## 概要
愛知県出身の生物学者である。専門は、生物の体内時計（概日リズム）の仕組みを研究する時間生物学。シアノバクテリアの研究により時計機能を司る遺伝子及びタンパク質を発見。また、それらによって、生物時計を再現する実験にも成功した。理学博士（名古屋大学）。名古屋大学大学院理学研究科で教授となり、研究科長などを務めた。退官後は、特任教授として引き続き教鞭を執った。

## 略歴
- 1948年 - 愛知県碧海郡（現在の愛知県刈谷市）に生まれる
- 1967年 - 愛知県立岡崎高等学校卒業[2]
- 1970年 - 名古屋大学理学部卒業
- 1978年 - 岡崎国立共同研究機構基礎生物学研究所助手
- 1979年 - 名古屋大学大学院理学研究科博士課程修了
- 1995年 - 名古屋大学大学院理学研究科教授
- 2006年 - 名古屋大学大学院理学研究科長
- 2013年 - 名古屋大学大学院理学研究科特任教授
- 2016年 - 日本学術会議会員
- 2023年11月16日 - 肺炎のため入院先の病院で死去[3]。

## 賞歴
- 1995年 - アショフ・本間賞
- 1999年 - 木原記念財団学術賞
- 2005年 - 中日文化賞[4]
- 2006年 - 文部大臣表彰科学技術賞
- 2006年 - 日本植物生理学会賞学術賞
- 2007年 - 朝日賞[5]
- 2011年 - 木原賞
- 2014年 - 日本学士院賞
- 2014年 - 内藤記念科学振興賞
- 2015年 - Gilbert Morgan Smith Medal（米国科学アカデミー）

## 栄典
- 2011年 - 紫綬褒章[6][7]
- 2019年 - 文化功労者[8]
- 2021年 - 瑞宝重光章[9][10][11]

## 著書
- 1994年 Circadian Rhythm of bioluminescence in cyanobacteria by a Luciferase reporter In Circadian Clocks from cells to human （北大出版会）
- 1994年 Circadian Rhythms in Prokaryotic and Eukaryotic Unicellular Organisms In Hand Book of Neurobiology（Plenum）
- 1996年 Ciradian clock of cyanobacteria（Ciradian organization and oscillatory coupliny）
- 1997年 Cyanobacterial ciroadian rhythms Ann, Rev, Plant Physiol.
- 1998年 Biological Rhythms and Photoperiodism in Plants Chap 1. A Clockwork green : circadiam programs in photosyntloetic organisms（BIOS Scientific Publisher.）
- 2002年 植物にとっての昼と夜ー生物時計について　「植物が未来を拓く」（共立出版）
- 2004年 『シアノバクテリア』、岡村均・深田吉孝編『時計遺伝子の分子生物学』（シュプリンガー・フェアラーク東京株式会社）